# Tillandsia 'Chanza'
Tillandsia 'Chanza' es un  cultivar híbrido del género Tillandsia perteneciente a la familia  Bromeliaceae.
Es un híbrido creado en el año 1989 con la especie Tillandsia pruinosa × Tillandsia bulbosa.